# Margaretamys parvus
Margaretamys parvus és una espècie de mamífer rosegador de la família dels múrids. És endèmica de Sulawesi (Indonèsia), on viu a altituds d'entre 1.800 i 2.272 msnm. Es tracta d'un animal arborícola. El seu hàbitat natural són les selves montanes. Està amenaçada per l'expansió dels camps de conreu. El seu nom específic, parvus, significa ‘petita’ en llatí.